# Comté de Kemper
Le comté de Kemper est situé dans l’État du Mississippi, aux États-Unis. Il comptait 10 453 habitants en 2000. Son siège est De Kalb. Il tire son nom des trois frères Kemper, Reuben, Samuel et Nathan Kemper, envoyés par le sénateur de l'Ohio John Smith, qui avait acheté 750 acres dans la paroisse de Feliciana Ouest, proche de Bâton-Rouge, en 1800 à Saint-Francis Ville, et qui jouèrent un rôle important lors des événements menant la création de la république de Floride occidentale.